# Hemerobius kobayashii
Hemerobius kobayashii är en insektsart som beskrevs av Nakahara 1956. Hemerobius kobayashii ingår i släktet Hemerobius och familjen florsländor. Inga underarter finns listade i Catalogue of Life.